# Маццон, Андреа
Андреа Маццон (итал. Andrea Mazzon, род. 23 февраля 1966, Венеция, Италия) — итальянский баскетбольный тренер.

## Карьера
В сезоне 1996/1997 Маццон завоевал с клубом «Скалигера Верона» Суперкубок Италии и вывел её в финал Кубка Сапорты, где проиграл мадридскому «Реалу» (64:78). В следующем сезоне «Верона» под его руководством стала победителем Кубка Корача, по сумме двух встреч одолев в решающих поединках «Црвену звезду» (68:74 и 73:64), а спустя год дошла до полуфинала турнира.
В 2006 году возглавляемый Маццоном греческий «Арис» вышел в финал Кубка УЛЕБ, где уступил московскому «Динамо» (60:73). В сезоне 2006/2007 клуб из Салоников, который Андреа трижды приводил к бронзовым медалям чемпионата Греции, вошёл в число 16 сильнейших команд Евролиги.
С 2009 по 2013 годы Маццон возглавлял итальянскую «Рейер Венеция» из Венеции, которую в 2011 году вывел в Серию «А», после чего клуб каждый год неизменно выходил в плей-офф чемпионата Италии и «Финал Восьми» Кубка страны.
В сезоне 2015/2016 Андреа был ассистентом главного тренера в «Делавэр Эйти Севенерс».
В мае 2017 года Маццон стал главным тренером «Автодора», но в ноябре этого же года покинул саратовский клуб по семейным обстоятельствам.

## Достижения
- Обладатель Кубка Корача: 1997/1998
- Серебряный призёр Кубка УЛЕБ: 2005/2006
- Серебряный призёр Кубка Сапорты: 1996/1997
- Бронзовый призёр чемпионата Греции (3): 2005/2006, 2006/2007, 2008/2009,
- Обладатель Суперкубка Италии: 1997